# Alban Darche
Alban Darche, né en 1974 à Quimper, est un saxophoniste de jazz. Fondateur du label nantais Yolk records, il est également connu pour son orchestre le Gros Cube.

## Biographie
Saxophoniste, compositeur et arrangeur, il s'intéresse au mélange du jazz, la pop, le rock, l’opéra, au cinéma, à la musique contemporaine ou à la musique de chambre.
Alban Darche mène de front plusieurs collaborations et multiplie les formations, trio, quartet, et grand format. Il développe un trio régulier avec Frédéric Chiffoleau à la contrebasse et Emmanuel Birault à la batterie, et dirige le Gros Cube, orchestre d'une quinzaine de musiciens.
Alban et le batteur John Hollenbeck ont reçu le French-American Jazz Exchange pour leur collaboration au sein du quartet JASS, avec Sébastien Boisseau et Samuel Blaser. En 2016, Alban co-compose Le Tombeau de Poulenc pour big band et deux pianos avec Jean-Christophe Cholet et Mathias Ruëgg.
En 2020 il reforme son orchestre Le Gros Cube dans une version big band complet avec un casting international, réunissant notamment John Fedchock (US), Jon Irabagon (US), Samuel Blaser (CH), Loren Stillman (US), Marie Krüttli (CH), Jean-Paul Estievenart (BE). L’album est unanimement apprécié par la critique: CHOC jazzman, ÉLU Citizenjazz, INDISPENSABLE Jazznews.
En 2022 Alban Darche s’associe à Baptiste Trotignon pour former LIGNES, un programme de concertos pour saxophone, piano et orchestre, qui sera créé par l’Orchestre National de Bretagne et l’Orchestre de Pau Pays de Béarn en 2023.
Il a joué dans de nombreuses salles à travers le monde: Montréal jazz fest, Tokyo jazz fest, Hong-kong jazz fest, Europa Jazz Festival, Paris jazz Festival, en Allemagne, Suisse, Italie, Autriche, Hongrie, Pologne, République tchèque, Belgique, Pays-Bas, Turquie, Chine, États-Unis, Canada, Norvège, Suède, Maroc, Angleterre, Corée, Japon.
Il est cofondateur et directeur artistique de Yolkrecords, qui a sorti plus de 80 références et est récompensé par un Django d’Or et sacré Label de l'année 2019 par les Victoires du jazz.

## Discographie sélective

### Le Cube
- 2001 : autorité culinaire (Yolk)
- 2002 : le thé (Yolk)
- 2013 : frelon rouge (Yolk)

### Le Gros Cube
- 2004 : La Martipontine
- 2007 : le Pax (avec Katerine)
- 2008 : Polar Mood
- 2022 : Le Gros Cube #2

### L'OrphiCube
- 2014 : My Xmas TraX, (Pépin & plume)
- 2014 : perception instantanée, (Yolk)
- 2018 : The Atomic Flonflons, (Yolk)

### Alban Darche Trio
- 2007 : Trickster avec Emmanuel Birault, Frederic Chiffoleau (Yolk)
- 2009 : Brut ou demi-sec? avec Emmanuel Birault, Frederic Chiffoleau (Yolk)
- 2019 : Longboard: Being Wild, avec  Matthieu Donarier, Meivelyan Jacquot (Yolk)
- 2019 : Clover, avec  Sébastien Boisseau, Jean-Louis Pommier (Yolk)
- 2021 : Clover "Paradigme" avec Sébastien Boisseau, Jean-Louis Pommier (Yolk)

### Autres projets
- 2004 : Stringed (BMC)
- 2008 : Trumpet Kingdom (BMC)
- 2014 : JASS (John Hollenbeck, Alban Darche, Sébastien Boisseau, Samuel Blaser) (Yolk)
- 2020 : Le Mirifique Orchestra "Oh MLy Love" avec (avec Katerine, Thomas de Pourquery, Chloé Cailleton, Alice Lewis, Loïs le Van, Agathe Peyrat)

### Commesideman
- 2005 : Le retour (Le Sacre du Tympan)
- 2008 : La grande ouverture (Le Sacre du Tympan)
- 2008 : Post jazz (Issam Krimi)
- 2017 : Onze Heures Onze Orchestra, vol. 1 (Onze Heures Onze)
- 2018 : Le tombeau de Poulenc, Jean-christophe Cholet, (Yolk)